# Chibidoronus aureus
Chibidoronus aureus är en skalbaggsart som beskrevs av Satô 1966. Chibidoronus aureus ingår i släktet Chibidoronus och familjen lerstrandbaggar. Inga underarter finns listade i Catalogue of Life.